# Nengcha Lhouvum

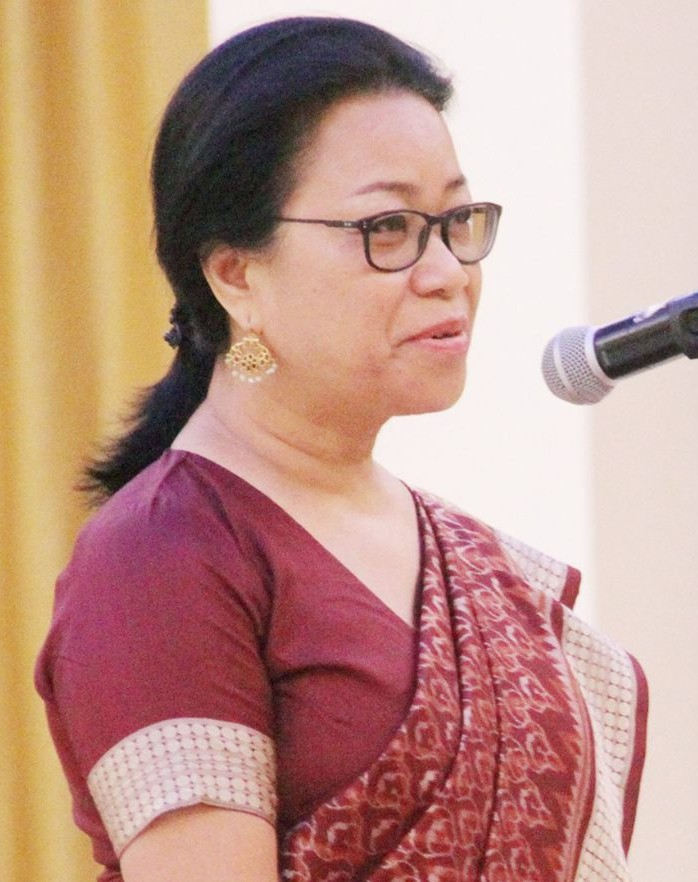
Nengcha Lhouvum (2016)

Nengcha Lhouvum Mukhopadhaya (Hindi नेंगचा ल्होवुम मुखोपाध्याय) ist eine indische Diplomatin.

## Werdegang
Lhouvum ist seit 1980 Mitglied des Auswärtigen Dienstes von Indien. Sie war Counselor an der Ständigen Vertretung Indiens bei den Vereinten Nationen in New York, indische Botschafterin in Serbien und im Libanon  und Dekanin des indischen Foreign Service Institute.
Am 17. Dezember 2015 wurde die damalige Lhouvum zur indischen Botschafterin in Indonesien ernannt. Am 27. September 2016 übergab sie ihre Zweitakkreditierung für Osttimor an Präsident (Osttimor)Präsident Taur Matan Ruak. Das Amt hatte Lhouvum bis 2017 inne. Danach zog sie sich in den Ruhestand zurück.